# Olympische Sommerspiele 1928/Teilnehmer (Estland)
| Gelbes Symbol für Goldmedaillen mit stilisierten Olympischen Ringen | Graues Symbol für Silbermedaillen mit stilisierten Olympischen Ringen | Braundes Symbol für Bronzemedaillen mit stilisierten Olympischen Ringen |
| ------------------------------------------------------------------- | --------------------------------------------------------------------- | ----------------------------------------------------------------------- |
| 2                                                                   | 1                                                                     | 2                                                                       |

Estland nahm an den Olympischen Sommerspielen 1928 in Amsterdam, Niederlande, mit einer Delegation von 20 Sportlern (allesamt Männer) teil.

## Medaillengewinner

### Gold
| Name(n)       | Sportart | Wettkampf                        |
| ------------- | -------- | -------------------------------- |
| Osvald Käpp   | Ringen   | Leichtgewicht, Freistil          |
| Voldemar Väli | Ringen   | Federgewicht, griechisch-römisch |

### Silber
| Name           | Sportart     | Wettkampf     |
| -------------- | ------------ | ------------- |
| Arnold Luhaäär | Gewichtheben | Schwergewicht |

### Bronze
| Name                                                                                  | Sportart | Wettkampf      |
| ------------------------------------------------------------------------------------- | -------- | -------------- |
| Albert Kusnets                                                                        | Ringen   | Mittelgewicht  |
| Andreas Faehlmann, Georg Faehlmann, Nikolai Vekšin, Eberhard Vogdt, William von Wirén | Segeln   | 6-Meter-Klasse |

## Teilnehmer nach Sportarten

### Boxen
- Valter Palm
Weltergewicht: 9. Platz

### Gewichtheben
- Aleksander Kask
Federgewicht: 15. Platz

- Leonhard Kukk
Mittelgewicht: 13. Platz

- Olaf Luiga
Halbschwergewicht: 11. Platz

- Arnold Luhaäär
Schwergewicht: Silber

### Leichtathletik
- Karl Laas
Marathon: DNF

- Nikolai Feldmann
Kugelstoßen: 12. Platz in der Qualifikation

- Gustav Kalkun
Diskuswerfen: 10. Platz in der Qualifikation

- Johan Meimer
Speerwerfen: 8. Platz in der Qualifikation
Zehnkampf: 13. Platz

### Ringen
- Eduard Pütsep
Bantamgewicht, griechisch-römisch: 6. Platz
Federgewicht, Freistil: 9. Platz

- Voldemar Väli
Federgewicht, griechisch-römisch: Gold

- Osvald Käpp
Leichtgewicht, griechisch-römisch: 9. Platz
Leichtgewicht, Freistil: Gold

- Albert Kusnets
Mittelgewicht, griechisch-römisch: Bronze

- Otto Pohla
Halbschwergewicht, griechisch-römisch: 7. Platz

- Alfred Praks
Weltergewicht, Freistil: 7. Platz

### Segeln
- Andreas Faehlmann
6-Meter-Klasse: Bronze

- Eberhard Vogdt
6-Meter-Klasse: Bronze

- Georg Faehlmann
6-Meter-Klasse: Bronze

- Nikolai Vekšin
6-Meter-Klasse: Bronze

- William von Wirén
6-Meter-Klasse: Bronze